# Laski (Radom)
Pour les articles homonymes, voir Laski.
Laski (prononciation : [ˈlaski]) est un village polonais de la gmina de Pionki dans le powiat de Radom de la voïvodie de Mazovie dans le centre-est de la Pologne.
Il se situe à environ 5 kilomètres à l'est de Pionki (siège de la gmina), 26 kilomètres à l'est de Radom (siège de le powiat) et à 89 kilomètres au sud-est de Varsovie (capitale de la Pologne).

## Histoire
De 1975 à 1998, le village appartenait administrativement à la voïvodie de Radom.